# Hyposerica micans
Hyposerica micans är en skalbaggsart som beskrevs av Johann Christoph Friedrich Klug 1832. Hyposerica micans ingår i släktet Hyposerica och familjen Melolonthidae.
Artens utbredningsområde är Madagaskar. Inga underarter finns listade i Catalogue of Life.